# День (газета, Украина)
«День» — ежедневная украинская газета, выходившая с 1996 г. на трех языках: украинском, русском и английском. «День» содержала в том числе оценки происходящего экспертами, комментарии с разных точек зрения. С мая 2022 г. выпуск газеты приостановлен .

## История
Первый номер «Дня» вышел из печати 11 сентября 1996 года. До конца 1996 года газета выходила только на украинском языке, а с января 1997 года — и на русском. В сентябре того же года по пятницам газета стала выходить на 24 страницах. 25 января следующего 1998 года увидел свет первый номер англоязычного еженедельного дайджеста The Day. 30 ноября 2000 года вышел юбилейный 1000-й номер газеты «День».
Газета выходила на украинском, русском и английском языках четыре раза в неделю. Три раза форматом А2 на 12 страницах, по пятницам — форматом В3 на двадцати четырёх страницах. Каждый вторник и четверг выходил англоязычный дайджест — The Day на 8 страницах форматом В3. Тираж газеты «День» составлял 62500 экз. Тираж The Day — 7025 экз.
С весны 1999 года газета, первая на Украине, стала членом газетной ассоциации «Синдикат». Проект «Синдикат» — международная газетная ассоциация, существующая с 1994 года. Проект является некоммерческой организацией, ставящей перед собой целью продвижение свободы СМИ и расширение доступа к различным мнениям в мире. В отличие от газетного синдиката в классическом понимании этого слова, она не состоит из некой «центральной» газеты со множеством «дочек» по всему миру, а объединяет равноправных партнёров, среди которых и такие, как французские «Le Figaro» и «Le Monde», австрийская «Der Standard», немецкие «Die Welt» и «Handelsblatt», британская «Guardian», итальянская «Corriere della Sera» и гораздо менее тиражные и известные в мире газеты. 
В феврале 1997 года «День» одной из первых среди украинских газет разместил свой сайт в Интернете.
«День» регулярно организовывала международные фотоконкурсы, начиная с 1999 г.
Одной из «визитных карточек» газеты являлась серия «Библиотека газеты „День“» — сборники исторических очерков о белых страницах истории, выходящие под общей редакцией главного редактора Ларисы Ившиной.
С начала 2004 года каждый номер (кроме пятницы) выходила страница «Экономика», на которой печатались статьи экономических журналистов и аналитиков, обзоры рынков, новости деятельности ведущих компаний, комментарии к законодательным актам.
Фирменный стиль «Дня» — политическая и экономическая аналитика.
«День» имела устойчивый высокий рейтинг на Украине и за рубежом. Издание неоднократно занимало призовые места на разнообразных конкурсах, в частности, признано «Газетой года» Общенациональной программы «Людина року-97».
В марте 2022 г. на сайте газеты появилась новость, что издатель приостанавливает выпуск печатной версии газеты из-за экономических проблем, связанных с Российско-украинской войной. Отмечается, что этот шаг для издателя вынужденный, и авторский коллектив надеется, что в будущем издание газеты сможет возобновиться .